# Hapag Lloyd
Hapag-Lloyd AG — немецкая транспортная компания, является пятым по величине контейнерным перевозчиком в мире по вместимости судов. Компания была основана в 1970 году в результате слияния двух немецких судоходных компаний: Hamburg-Amerikanische Packetfahrt-Actien-Gesellschaft, сокр. HAPAG, которая была основана в 1847 году, и Norddeutscher Lloyd, сокр. NDL, которая была образована в 1856 году.

## История
HAPAG была основана 27 мая 1847 года в Гамбурге. Первоначально занималась перевозками пассажиров между Гамбургом и Нью-Йорком на парусных судах, а с 1856 года — на пароходах. В 1875 году поглотила грузовую судоходную компанию Adler Line. Norddeutscher Lloyd была основана 27 февраля 1857 года в Бремене и специализировалась на перевозке пассажиров, грузов и почты между Германией и Азией. Чтобы избежать ценовой войны, в 1892 была создана организация «Северноевропейская конференция», в которую вошли HAPAG, NDL, Holland America и Red Star, а позже и другие судоходные компании Европы и Северной Америки. В начале XX века HAPAG была крупнейшей судоходной компанией в мире с флотом из 190 океанических судов.
После Первой мировой войны обеим компаниям пришлось начать строительство флота заново, поскольку почти все суда были либо потоплены, либо пошли на контрибуцию. Финансовые трудности привели к формированию в 1930 году союза между Hapag и Lloyd. По итогам Второй мировой войны обе компании вновь остались без флота, возобновить морские перевозки они смогли лишь в 1950 году. В 1970 году HAPAG и NDL официально оформили своё партнёрство, образовав компанию Hapag-Lloyd AG. В это время началась контейнеризация морских грузовых перевозок, Hapag-Lloyd, японские компании NYK и Mitsui O.S.K. Lines, а также британские компании Overseas Containers и Ben Line сформировали консорциум, который профинансировал строительство 19 крупных контейнеровозов, способных заменить 60 обычных грузовых судов. В 1973 году Hapag-Lloyd создала свою чартерную авиакомпанию, к началу 1990-х годов у неё было 20 самолётов общей вместимостью 3573 пассажиров.
В 1998 году промышленный конгломерат Peussag (позже ставший TUI AG) приобрёл Hapag-Lloyd. В 2005 году он купил канадскую судоходную компанию CP Ships и объединил её с Hapag-Lloyd. В 2009 году TUI AG решила выйти из бизнеса грузовых перевозок и продала контрольный пакет акций Hapag-Lloyd группе инвестров; в 2012 году были проданы оставшиеся акции. В 2014 году Hapag-Lloyd приобрела чилийскую Compañía Sud Americana de Vapores (CSAV), крупнейшую судоходную компанию в Латинской Америке, принадлежавшую чилийскому конгломерату Quiñenco. В 2017 году была поглощена United Arab Shipping Company, 10-я крупнейшая судоходная компания в мире, базировавшаяся в Объединённых Арабских Эмиратах.

## Собственники и руководство
Основные акционеры по состоянию на 2023 год:
- 30 % — CSAV[англ.] (Compañía Sudamericana de Vapores) — чилийская судоходная компания, крупнейшая в Латинской Америке,
- 30 % — Клаус-Микаэль Кюне[англ.], немецкий миллиардер, также владеющий транспортной компанией Kuehne + Nagel,
- 13,9 % — власти Гамбурга,
- 12,3 % — Qatar Investment Authority[англ.] (суверенный фонд Катара),
- 10,2 % — Суверенный фонд Саудовской Аравии.

## Деятельность
По состоянию на октябрь 2023 года была 5-й крупнейшей в мире компанией по морским контейнерным перевозкам с долей на рынке 7 %. Её флот насчитывал 263 судна (122 собственных, остальные зафрахтованы), их общая вместимость составляла 1,93 млн TEU.
По доле в выручке за 2022 год основными регионами деятельности были Латинская Америка (22 %), Дальний Восток (19 %), транстихоокеанские перевозки (18 %), трансатлантические перевозки (17 %), Ближний Восток (9 %), Африка (5 %).